# Histoire du cinéma allemand de 1910 à 1930

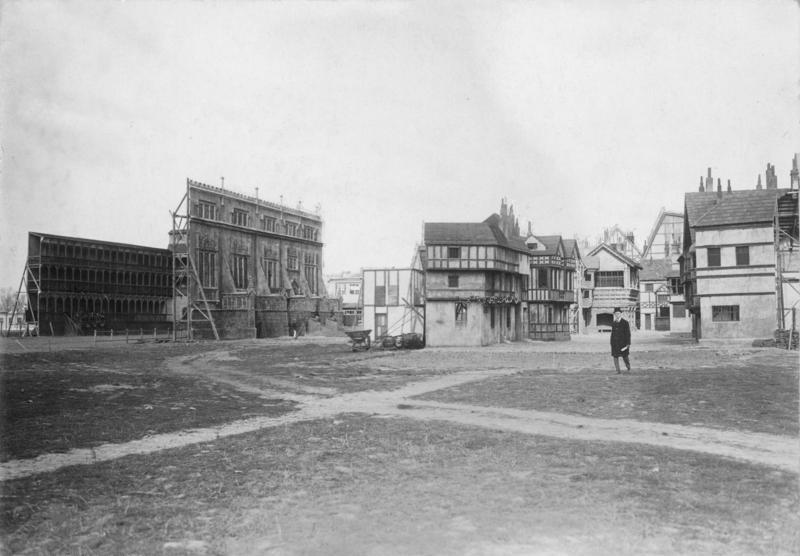
Les studios de l'UFA (Tempelhof Studios) à Berlin-Tempelhof, vers 1920.

Pour un article plus général, voir Cinéma allemand.
 (septembre 2023).
Si vous disposez d'ouvrages ou d'articles de référence ou si vous connaissez des sites web de qualité traitant du thème abordé ici, merci de compléter l'article en donnant les références utiles à sa vérifiabilité et en les liant à la section « Notes et références ».
L'histoire du cinéma allemand de 1910 à 1930 est la chronologie qui couvre la période la plus prolifique du cinéma allemand. Il doit son développement à la Première Guerre mondiale et atteint un apogée au cours des années 1920 et au début des années 1930 où des films à retentissement mondial sont réalisés. De même, des stars internationales sont révélées, servant parfois de vivier au cinéma hollywoodien.

## Histoire

### Des débuts timides jusqu'à la Première Guerre mondiale
Durant la première décennie du siècle, le cinéma allemand peine à exister. À la veille de la Première Guerre mondiale, l'Allemagne est certes la deuxième puissance mondiale après les États-Unis, mais en dépit de nombreuses recherches et d'une industrie chimique de premier niveau, l'Empire allemand produit très peu de films et fait pâle figure en Europe face au cinéma français, scandinave ou même italien.
Entre 1907 et 1909, deux pionniers du cinéma allemand, Oskar Messter à Berlin et Peter Ostermayr à Munich, se lancent dans la production cinématographique, mais ils ne font pas preuve, à travers cette production, d'une grande originalité. Pourtant, deux grands laboratoires de pellicule, Agfa et Bayer, sont créés durant cette période et les premières stars de cinéma à résonance mondiale sont lancées, dès 1907, par Messter : Paul Davidson, Henny Porten et la Danoise Asta Nielsen, qui sera portée aux nues entre les années 1910 et 1920.
Il faut attendre l'année 1913 pour voir un des premiers grands films réalisés en Allemagne : L'Étudiant de Prague (Der Student von Prag) de Stellan Rye et Paul Wegener, à partir d'un scénario de Hanns Heinz Ewers. La même année, un autre pionnier du cinéma allemand, Carl Froelich, réalise son premier film (avec William Wauer), sur Richard Wagner, qui n'égale pas toutefois le film de Rye et Wegener.
L’ouverture aux gens de théâtre participe au développement du cinéma allemand, qui se révèle à la veille de la Première Guerre mondiale, alors que les films allemands représentent seulement 15 % des films exploités en salles. Ainsi, un des plus grands metteurs en scène de théâtre de l'Empire, Max Reinhardt s’intéresse au cinéma. On se met également à promouvoir les feuilletons écrits (Serials) à la veille de la guerre, comme les adaptations de ballades de Friedrich von Schiller par Carl Hoffmann.

### La Première Guerre mondiale et ses conséquences
La Première Guerre mondiale constitue paradoxalement un moment fort pour le cinéma allemand, qui bénéficie de l'interdiction de la présence des films français et anglais dans les salles. Ainsi, en 1917 est créé une société de production cinématographique, à caractère alors nationaliste : l'Universum Film AG (UFA), alors dirigée par Erich Pommer voit le jour. Sont développées des « super-productions » à l'italienne, favorisée par la montée du chômage, qui donne de ce fait une main d'œuvre et des figurants en grande quantité et qu'on peut mal payer. Le succès du cinéma allemand s'impose et voit naître son âge d'or, qui ne prendra fin qu'au cours des années 1930 : de plus en plus présent en Europe centrale et scandinave, il enterre les prétentions des cinémas suédois et danois d'avoir eux-mêmes de grandes ambitions.
Parmi les réalisateurs de la période, Ernst Lubitsch développe le genre de la comédie, Rudolf Biebrach celui du mélodrame et Otto Rippert celui de la science-fiction. En même temps, le succès des Serials promeut le genre du film policier, dans lequel se distinguent le réalisateur Joe May ou l'acteur et réalisateur Harry Piel, et on voit l'apparition de films portant sur l'hygiène et l'éducation sexuelle. Dans les bordels sont également projetés des films érotiques. Certains films comme la série Homunculus d'Otto Rippert, Nuit d'horreur d'Arthur Robison ou encore Nerven de Robert Reinert annoncent le style expressionniste.

### Le cinéma expressionniste
La défaite allemande, qui agit aux yeux de la population comme une humiliation et les difficultés matérielles qui s'ensuivent (inflation, chômage, etc.) permet à l'expressionnisme d'acquérir ses formes. En 1920, Le Cabinet du docteur Caligari, est considéré comme le premier film expressionniste : la réalisation en a été refusée à Fritz Lang, ses idées de décors ne plaisant pas aux producteurs. Le nouveau thème dominant est la revendication du « Moi », de l’individu, ce qui contraste avec l'héritage sociologique allemand de l'éducation militaire, hiérarchisée, corporatisée.

#### Modes de représentation expressionniste
Les décors correspondent à l'expressionnisme pictural (par exemple dans Le Cabinet du docteur Caligari) et architectural ; ils sont faits de surface simples sur lesquels le réalisateur peut créer des jeux de lumières. De grandes surfaces et des détails simplifiés sont utilisés, notamment pour mettre en évidence des lignes géométriques. Les films sont toujours tournés en studio (sauf Nosferatu le vampire de Murnau). La lumière tend à symboliser les états d'âme des personnages et styliser les décors : capitale dans ce cinéma d'après-guerre, elle remplace le manque de matériau.
Le jeu des acteurs est soit statique, soit mécanique (ils suivent des lignes géométriques, faisant ainsi un raccord avec les décors). Leurs paroles et gestuelles envahissent l’espace.

#### Thèmes de l’expressionnisme
- Le « cercle » et l’« angle » : les premiers représentent des signes du destin (notamment par les roues, manèges, cirques, spirales, tambours, lianes, etc.) et les seconds sont les images de la cruauté du réel qui aggrave ce destin dans son environnement social (notamment par des triangles, obliques, droites rompues, angles aigus, etc.).
- La « ville » : elle représente un climat de menace, fascination trouble, attirance morbide (elle se présente sous des formes géométriques, et met en avant un aspect de labyrinthe, de jungle ou montre des rues étroites, tortueuses, des toits, etc.).
- Le « pont » et l'« escalier » : ils représentent des lieux de passage, de transition entre deux mondes, deux états. Ils peuvent apparaître sous un aspect métaphorique, par exemple au niveau des lumières (passage du clair à obscure).
- La « nuit ».
- L’« automate » et le « Pantin » : ils représentent la déshumanisation, la mécanisation de l’individu et dénoncent alors le capitalisme, la justice bourgeoise et la militarisation du monde (notamment par des robots, des somnambules, des épouvantails, des clowns, des statues qui prennent vie, etc.).
- Le « double », le « reflet », l’« ombre » : ce sont des métaphores de la division, du sujet écartelé entre le bien et le mal, entre son inconscient et le conscient.
- La « femme » : elle a un statut ambigu, elle peut être démoniaque comme complice ou victime, à mi-chemin entre la malignité du monde et la « perversité » de la bourgeoisie.
- Le « thaumaturge » : il incarne la magie noire de la science et de la technique, qui sont pour les expressionnistes des sources d’aliénation. On le retrouve dans le personnage du maître, du savant, du docteur, qui sont des figures du père qui se révèle être profondément mauvais et responsable du mal qui vient de frapper l’Allemagne.
- Le « bourgeois » : il est toujours représenté dans de vieux costumes du XIXe siècle (avec une redingote et un haut-de-forme). Il est puissant, supérieur hiérarchique, surtout effrayant et dérisoire.

#### Grands films expressionnistes
- Les Trois Lumières de Fritz Lang (1921) : on retrouve la mort, le thaumaturge, la jeune femme angélique, l'escalier médiéval (élément de transition entre deux mondes), tout cela sous les traits d’un romantisme allemand du XIXe siècle.
- Nosferatu le vampire de F.W. Murnau (1922) : il s'agit de la première adaptation de Dracula de Bram Stoker ; néanmoins, il doit changer le nom de son personnage car ne possède pas les droits d'auteurs. Certains codes du roman sont toutefois repris par le cinéaste. Le mythe du vampire sensuel anglo-saxon, qui éprouve du plaisir en mordant ses proies va être revu par Murnau, qui va faire du vampire un monstre laid et repoussant, de type médiéval. Le vampire est ici le thaumaturge absolu, une créature de l’ombre, somnambule du pays des morts. Son château est de type médiéval. La femme (qui attend que son amant revienne de chez le comte) est ici un être angélique. Le voyage du jeune homme est une peinture romantique, celui du vampire en bateau est de son côté une prouesse technique et esthétique. C’est le seul film expressionniste tourné en décors naturels.
- Faust de F. W. Murnau (1926) : deux mondes sont présentés. Le thaumaturge est présent (en la personne du diable), la femme angélique aussi (Gretchen). La ville a une architecture de type médiéval et la nuit est omniprésente. Le rôle de la nature est capital (c’est la régénérescence). Le film est tourné en studio, le rôle de la lumière sert à présenter le combat contre l’ombre (le bien contre le mal).
- Metropolis de Fritz Lang (1927) : il s'agit du film le plus cher du cinéma allemand[2]. On retrouve l’homme robot, le somnambule, la machine qui asservit l’homme, l’escalier, l’homme réduit à l’état d’ombre, les décors gothiques, le thème du double et le scientifique présenté comme une sorte de sorcier maléfique moderne.

#### Grandsréalisateurs
On retient, parmi les grands réalisateurs de la période, Friedrich Wilhelm Murnau et Fritz Lang. Le premier, ancien comédien sous la direction du metteur en scène Max Reinhardt a réalisé une vingtaine de films ; il part aux États-Unis en 1926. On retrouve dans son travail le thème prédominant de la nature (qui agit comme une régénérescence) ainsi que la transcendance métaphysique. Le second, qui s'ancre dans des productions de plus grande envergure s'intéresse surtout à l'asservissement de l'Homme par la machine.

#### Réactions à l’expressionnisme

##### LeKammerspiel Film
Le Kammerspiel film ou « théâtre de chambre » respecte la règle des trois unités : unité de lieu, de temps, d'action. Son représentant le plus notable est Carl Mayer. Alors que le cinéma expressionniste est le cinéma de l’extraordinaire, le Kammerspiel film est le cinéma de l’ordinaire. Ces deux mouvements sont opposés mais parlent tout de même d’une Allemagne contemporaine. L’expressionnisme est plus une métaphore alors que le cinéma Kammerspiel se montre plus réaliste, plus cru. Il conserve les mêmes thèmes et codes de l’expressionnisme (les angles, les cercles, la nuit, le thaumaturge, le somnambule, la jungle urbaine) ainsi que la même mise en forme et les mêmes sujets.
Leopold Jessner réalise, avec Paul Leni, L'Escalier de service (Hintertreppe) en 1921). Il réinvente le décor en le rendant mobile et libère le théâtre de son semblant de réalité. Carl Mayer, lui, se lance dans l’écriture inspiré par des faits divers sordides. Il tient à parler de la condition des Allemands qui ne sont pas conscients de leur situation, qui se laissent trop aller, ne prennent rien en main. La seule solution serait le suicide. Par conséquent, il invente des personnages qui se rebellent contre la société. Il écrit pour le cinéma, c'est-à-dire que son écriture n’est pas littéraire. Il s’exprime par les angles de prise de vue, les mouvements de caméra, l'échelle des plans : tout est visuel chez lui. Le Kammerspiel Film va s’épuiser au bout quatre-cinq années, mais porte en avant le Strassen Film.
On compte cette trilogie de Mayer :
- Le Rail (1921) de Lupu Pick. Il s'agit d'une tragédie du quotidien, le poids social dirigeant le destin des hommes ; le thème de la lutte des classes y est récurrent.
- Sylvester (1923) de Lupu Pick. On retrouve l'unité de lieu (le restaurant), de temps (le Nouvel an) et d’action (la fête du Nouvel an).
- Le Dernier des hommes (1924) de Friedrich Wilhelm Murnau.

##### LeStrassen Film
Le Strassenfilm, comme son nom l'indique, prend la rue comme décors. Le réalisme est ainsi plus cru. Les personnages présentés basculent vers la marginalité. Ils se laissent tenter par l’ivresse de cette rue. Le représentant le plus notable du mouvement est Georg Wilhelm Pabst. La rue est capitale chez lui, il a une volonté de réalisme mais ne veut pas se détacher totalement de l’expressionnisme (avec les thèmes de la rue, de la ville et de la nuit). Ainsi, dans La Rue sans joie (1925), l’action se passe à Vienne, chez Pabst : le pouvoir y est économique, la rue a deux leaders (le boucher et le tenancier de bordel) (qui révèlent tous deux la vraie nature de l’homme). C’est un discours violent, anti-bourgeois, revendicatif. Il tourne aussi deux films à la fin des années 1920 : Loulou (film violent sur les hommes, qui se veut réaliste ; la femme y a le pouvoir de faire tomber les masques) et Trois pages d'un journal, avec Louise Brooks. Il revendique la « Nouvelle Objectivité » (Neue Sachlichkeit). Il cherche à décrire et à comprendre la réalité sociale en s'attachant notamment aux rapports entre les différentes classes de la société. Il traite aussi de sujets en rapport avec la morale et jugés scandaleux à l'époque comme la sexualité, l'avortement, la prostitution, l'homosexualité et la toxicomanie.

#### Fin du cinéma expressionniste
Le cinéma expressionniste disparaît dans les années 1930. Son legs tient surtout dans les jeux de lumière et les décors. Le cinéma réaliste mais aussi le cinéma fantastique américain et surtout le film noir lui succéderont, ce dernier ayant été très influencé par l’expressionnisme.

## Autres genres et fin de l'âge d'or

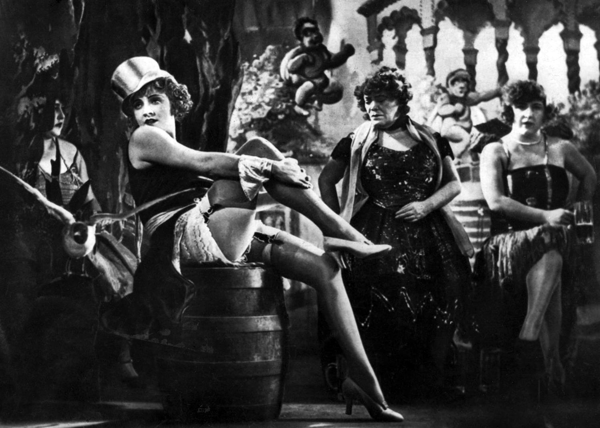
Marlene Dietrich, dans une scène fameuse de L’Ange bleu.

Se distinguant à la fois de l'expressionnisme et du réalisme, d'autres artistes ou cinéastes explorent des voies nouvelles et ouvrent la voie à un cinéma expérimental à l'image des films dadaïstes de Hans Richter et Viking Eggeling, des films documentaires de Walter Ruttmann, comme Berlin, symphonie d'une grande ville (Berlin: Die Sinfonie der Großstadt, 1927), et des films d'animation d'Oskar Fischinger ou de Lotte Reiniger. De son côté, le réalisateur Arnold Fanck donne naissance, entre réalisme et romantisme, à un genre particulier qui est le cinéma de montagne (voir notamment La Montagne sacrée, avec Leni Riefenstahl).
Le prestige du cinéma allemand est tel que, dès la seconde moitié des années 1920, des cinéastes allemands sont invités par les grands studios américains à venir travailler aux États-Unis. Des personnalités aussi importantes que Friedrich Wilhelm Murnau, Paul Leni, Wilhelm Dieterle ou Karl Freund quittent alors l'Allemagne pour les États-Unis.
L'apparition du cinéma parlant en Allemagne est suivie de la sortie d'un autre chef-d'œuvre du patrimoine cinématographique mondial : L’Ange bleu (Der blaue Engel) de Josef von Sternberg, tourné en 1930, avec Marlene Dietrich. Ce film marque pourtant la fin de l'âge d'or du cinéma allemand. Quelques mois plus tard, le parti national-socialiste arrive au pouvoir et des réalisateurs, scénaristes et acteurs choisissent l'exil ou y sont contraints.

## Studios
Dans les années 1920, les principaux grands studios allemands sont alors Babelsberg, près de Berlin, et à Geiselgasteig (aujourd'hui les Bavariastudios) (à Munich). À cela, s'ajoute un important système de production autour de la UFA, qui permet au cinéma allemand de rivaliser avec le cinéma américain pour occuper la première place au monde.

## Quelques acteurs et actrices du cinéma allemand de cette période

### Actrices
- Truus van Aalten (actrice néerlandaise)
- Marcella Albani (actrice italienne)
- Betty Amann (actrice germano-américaine)
- Charlotte Ander
- Fern Andra (actrice américaine)
- Lissy Arna
- Maria Bard
- Anita Berber
- Elisabeth Bergner
- Trude Berliner (en)
- Elga Brink
- Louise Brooks (actrice américaine)
- Mady Christians (actrice autrichienne)
- Maly Delschaft
- Lya De Putti (actrice austro-hongroise)
- Lien Deyers
- Marlene Dietrich
- Blandine Ebinger
- Aud Egede-Nissen (actrice norvégienne)
- Agnes Esterhazy (actrice austro-hongroise)
- Greta Garbo (actrice suédoise)
- Dora Gerson
- Valeska Gert
- Vivian Gibson (en)
- Käthe Haack
- Liane Haid (actrice autrichienne)
- Stella Harf
- Lilian Harvey (actrice anglo-allemande)
- Brigitte Helm
- Trude Hesterberg
- Camilla von Hollay (actrice hongroise)
- Dary Holm (en)
- Camilla Horn
- Mary Kid
- Margarete Kupfer
- Gilda Langer (actrice autrichienne)
- Lucie Mannheim
- Lya Mara (actrice polonaise)
- Maria Matray
- Mia May (actrice autrichienne)
- Erna Morena
- Grete Mosheim
- Käthe von Nagy (actrice hongroise)
- Asta Nielsen (actrice danoise)
- Pola Negri (actrice polonaise)
- Lotte Neumann
- Anny Ondra (actrice tchèque)
- Ossi Oswalda
- Dita Parlo
- Lee Parry
- Maria Paudler
- Elisabeth Pinajeff (actrice russe)
- Henny Porten
- Grete Reinwald
- Else Reval (en)
- Leni Riefenstahl
- Imogene Robertson (actrice américaine)
- Claire Rommer (en)
- Margarete Schlegel
- Dagny Servaes
- Senta Söneland
- Valeska Stock (en)
- Hilde von Stolz
- Charlotte Susa
- Lu Synd
- Hertha Thiele
- Margot Thisset
- Sylvia Torf
- Hertha von Walther
- Hedwig Wangel
- Hanni Weisse
- Ida Wüst
- Emmy Wyda.

### Acteurs
- Fritz Alberti
- Siegfried Arno
- Ernst Behmer
- Hans Behrendt
- Friedrich Berger
- Paul Biensfeldt
- Ernst Deutsch
- Carl de Vogt
- William Dieterle
- Hugo Döblin
- Karl Etlinger
- Hugo Fischer-Köppe
- Willy Fritsch
- Otto Gebühr
- Fritz Greiner
- Karl Harbacher
- Veit Harlan
- Leonhard Haskel
- Paul Henckels
- Oskar Homolka
- Paul Hörbiger
- Fred Immler
- Emil Jannings
- Eugen Klöpfer
- Leopold von Ledebur
- Rudolf Lettinger
- Hubert von Meyerinck
- Harry Piel
- Fritz Rasp
- Johannes Riemann
- Max Schreck
- Theo Shall
- Albert Steinrück
- Jakob Tiedtke
- Conrad Veidt
- Paul Wegener
- Kurt Vespermann
- Gustav von Wangenheim
- Otto Wernicke
- Paul Westermeier
- Bruno Ziener.